# Alexander McQueen
Lee Alexander McQueen (Lewisham; 17 de marzo de 1969-Mayfair; 11 de febrero de 2010) fue un diseñador de moda inglés. Es conocido por haber trabajado como diseñador jefe en Givenchy desde 1996 a 2001 y por fundar su propio sello, Alexander McQueen. Sus logros en la moda le valieron cuatro premios de la Moda Británica (en 1996, 1997, 2001 y 2003), así como el premio al Diseñador Internacional del Año del CFDA en 2003.

## Biografía

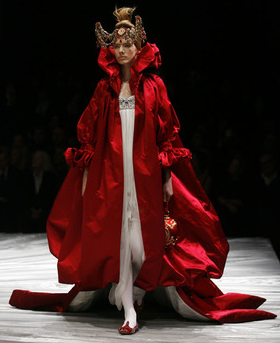
Alexander McQueen Colección Otoño 2008.

De nombre completo Lee Alexander McQueen, nació en el East End de Londres, de los seis hijos de un taxista y una profesora de ciencias sociales, él era el más joven. Dejó la escuela a los 16 años, ya que desde pequeño había comenzado a diseñar ropa para sus tres hermanas y desde ese entonces ya tenía clara su intención de convertirse en diseñador. Alexander McQueen se graduó de la prestigiosa escuela St. Martins College of Art & Design de Londres (1994) formando parte de la más brillante generación británica surgida de allí junto a John Galliano o Stella McCartney. Su talento no pasó desapercibido para los sastres Anderson & Sheppard de la tradicional calle Savile Row, que le ofrecieron incorporarse a la firma como aprendiz. De ahí pasó a trabajar para Gieves & Hawkes y luego para Romeo Gigli y Koji Tatsuno, antes de abrir su estudio en East London. Tras crear su propia marca, McQueen comenzó a hacerse conocido en los tabloides británicos gracias a unos diseños rompedores respaldados por una pequeña pero fiel clientela entre la que se incluían figuras destacadas del mundo de la moda, como la estilista Isabella Blow, que fue su mentora.
En octubre de 1996, McQueen ganó el premio al mejor diseñador del año (Best British Designer of the Year). Unos días más tarde fue nombrado sucesor de John Galliano al frente del equipo de diseño de la casa Givenchy, gracias a su «brillante creatividad y maestría técnica».
En 1997, año en el que creó cuatro colecciones para Givenchy y dos para su propia marca, McQueen compartió el galardón al mejor diseñador británico del año con John Galliano.
En diciembre de 2000, la prestigiosa marca Gucci adquirió las acciones mayoritarias de la firma Alexander McQueen. Esto le permitió desvincularse de la marca Givenchy y LVMH que, en sus palabras, limitaba su creatividad en algunas líneas de su propia marca, con algunas accesibles como McQ. Ese mismo año se casó con el cineasta George Forsyth. Su imagen de enfant terrible, junto a su creatividad transgresora y maestría en el corte, le convirtieron en uno de los más grandes y polémicos diseñadores de la historia de la moda. Su subida al poder fue un cuento de hadas por méritos propios; en 2003 fue condecorado por la reina Isabel II con el título de Comandante de la Orden del Imperio británico, que recibió de sus propias manos en el palacio de Buckingham, sólo porque le hacía ilusión a sus padres, ya que era anarquista y antimonárquico.
El estilo de McQueen se caracterizaba por una brutalidad atemperada con lirismo. La sensibilidad gótica de un cuento de los Hermanos Grimm está más cerca del espíritu de la ropa de McQueen que el fetichismo, el gore y la misoginia de los que le acusan sus detractores. Fue uno de los padres y diseñadores más influyentes de la llamada moda salvaje. Por muy oscuros que fuesen sus diseños, siempre poseían una feminidad por la que se dejaron seducir desde Björk hasta la actual Duquesa de Westminster. La influencia de cortes angulares y agresivos tiene su origen en el figurinista de la MGM Adrian, en Christian Dior y en Thierry Mugler.
En 2003 lanzó al mercado su primer perfume, Kingdom y una colección de ropa para hombre hecha a medida producida por la sastrería Huntsman, de la londinense Savile Row. En 2004, se dio a conocer por primera vez en la pasarela de Milán su colección prêt-à-porter masculina.

McQueen presentó sus colecciones en la Semana de la moda de París y cuenta con tiendas en las principales ciudades del mundo. Sarah Burton, mano derecha suya durante doce años, tomó las riendas del diseño de su firma Alexander McQueen.

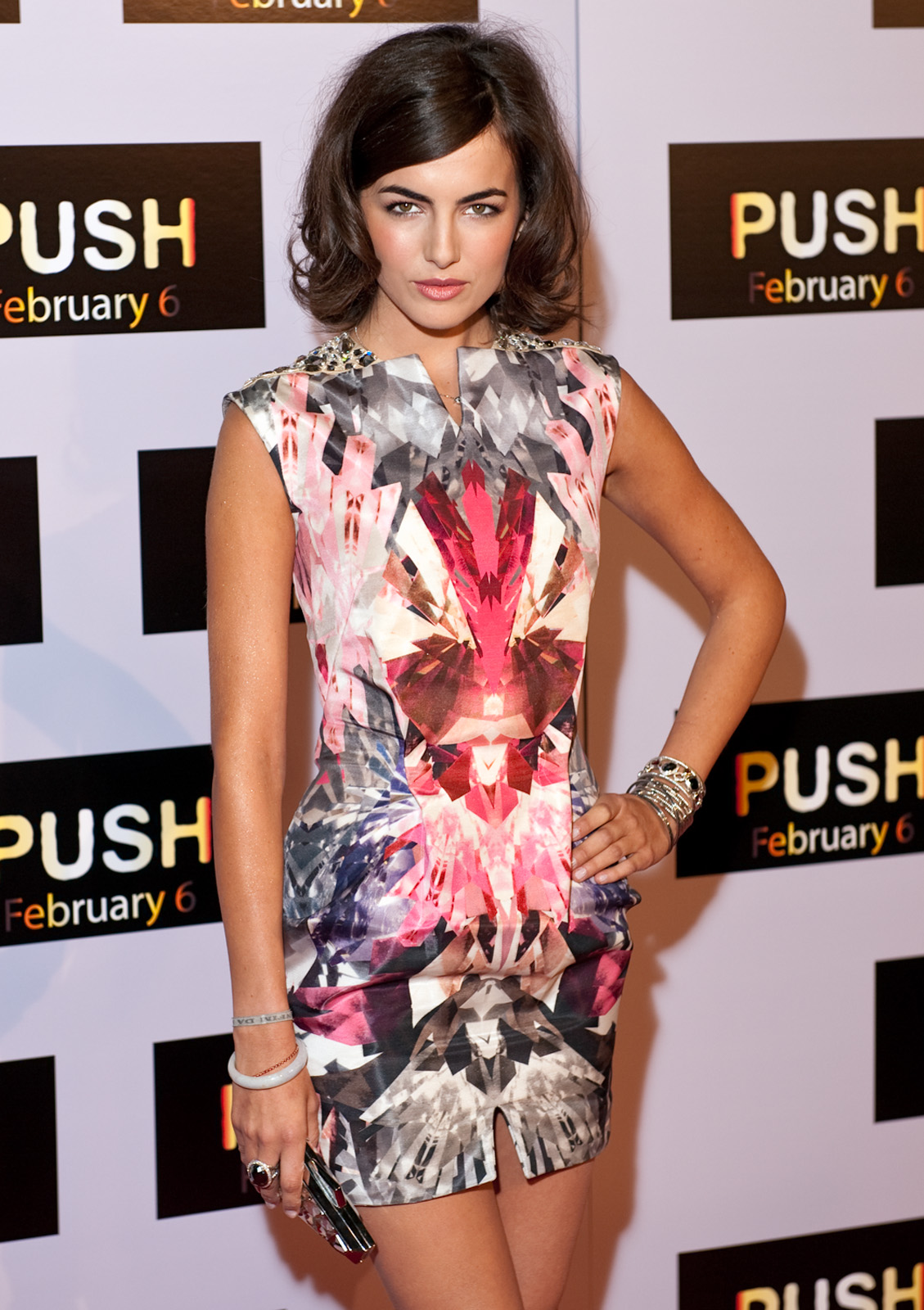
Camilla Belle en 2009 con un vestido de Alexander McQueen, considerado uno de los 100 mejores vestidos de la década según la Revista InStyle.

### Vida privada
McQueen era abiertamente homosexual, y se dio cuenta de su orientación cuando era muy joven. Así se lo dijo a su familia cuando tenía 18 años, sobre esto comentó «Estaba seguro de mí mismo y de mi sexualidad, y no tengo nada que ocultar. Me fui directamente del vientre de mi madre al desfile del orgullo gay».
En el verano de 2000, McQueen se casó extraoficialmente con su novio George Forsyth, director de documentales, en un yate en Ibiza. La relación terminó un año después y McQueen y Forsyth formaron una estrecha amistad.
Tiempo después de su muerte, se reveló que era portador del VIH.

### Muerte

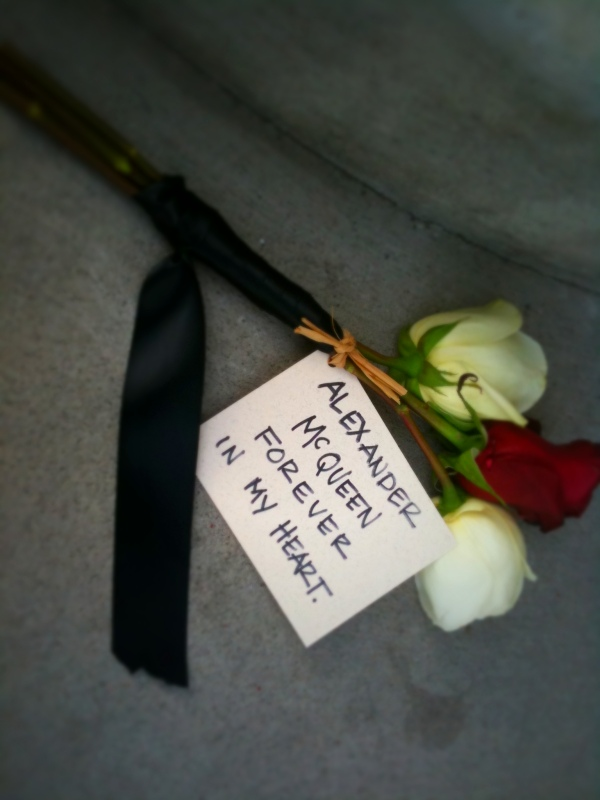
Una dedicación de un fan en una tienda de Alexander McQueen tras la muerte del diseñador.

El 11 de febrero de 2010 fue encontrado muerto en su domicilio londinense a los 40 años de edad. La policía fue llamada a las 10:20 a. m. y su cuerpo retirado a las 4:30 a. m. La oficina de McQueen confirmó la noticia: «Es una trágica pérdida. No haremos comentarios en este momento por respeto a la familia McQueen». La autopsia confirmó que se ahorcó después de haber consumido cocaína, somníferos y tranquilizantes. Su suicidio fue motivado al parecer por la depresión que había estado pasando desde la muerte de su madre, solo 10 días antes de su propia muerte. En su página de Twitter, que fue cerrada poco después, McQueen había demostrado su tristeza por la muerte de su madre y también sufría por ella desde hacía unos meses. Paradójicamente, su mentora, el icono de la moda Isabella Blow, se había suicidado tres años atrás también en vísperas de la Semana de la Moda de Londres, dato que coincidía con la muerte de McQueen. 
McQueen también trabajó con grandes artistas como Lady Gaga, Björk y Ayumi Hamasaki en sus últimos años de vida.

### Herencia
Su herencia fue destinada en parte a sus perros, a los estudiantes de moda de la escuela Central Saint Martins de la capital inglesa y a diversos familiares y amigos.